# Abgeschminkt!
Abgeschminkt! ist eine deutsche Filmkomödie der Regisseurin Katja von Garnier aus dem Jahr 1993. Der Hochschulfilm mit Katja Riemann und Nina Kronjäger in den Hauptrollen wurde im Kino zum Publikumserfolg und erhielt bedeutende Auszeichnungen.

## Handlung
Die Cartoonistin Frenzy lebt und arbeitet in München, wohnt in einer atelierartigen Lagerhalle und steckt in einer Schaffenskrise. Ihre Sketche sind recht pessimistisch, weswegen sie ihr Chefredakteur auffordert, optimistischere Geschichten zu zeichnen, andernfalls drohe ihr der Verlust des Jobs. Frenzys beste Freundin Maischa hat derweil ihren Freund Klaus versetzt, mit dem sie über das Wochenende auf eine Tagung fahren sollte. Stattdessen will sie das Wochenende zum Ausgehen und Feiern nutzen. Beide besuchen eine Ausstellung, auf der sich Maischa in den gutaussehenden René verguckt. Obwohl ihre Flirtversuche an diesem Abend nicht von Erfolg gekrönt sind, bekommt Frenzy durch eine Freundin mehr über René heraus. So gelingt für den nächsten Tag eine Verabredung zwischen den beiden. Frenzy soll sich derweil um Mark, einen Freund Renés, der bei diesem zu Besuch weilt, kümmern.
Obwohl Frenzy dies zunächst für Zeitverschwendung hält und Mark genervt unter ihre Fittiche nimmt, entwickelt sich der gemeinsame Tag mit ihm in München sehr angenehm und lustig. Maischa ist derweil nach einem Essen mit René bei diesem zuhause gelandet und schläft mit ihm. Als Frenzy nachts zu sich nach Hause kommt und Maischa bereits in ihrer Badewanne vorfindet, erzählt diese von dem desaströsen Sex mit René. Frenzy und Mark treffen sich die kommenden Tage erneut und verlieben sich ineinander. Die sich anbahnende Beziehung wird zu einer Herausforderung für beide, da Mark andernorts lebt und arbeitet und nur selten in München ist. Maischa trennt sich unterdessen von ihrem Freund und versucht, in ihrem Leben fürs Erste nur mit sich selbst auszukommen.

## Hintergrund
Abgeschminkt! entstand als Übungsfilm an der Hochschule für Fernsehen und Film München. Er fand einen Kinoverleih und wurde mit über 1,1 Millionen Kinobesuchen in Deutschland zum Überraschungserfolg. Wegen der kurzen Laufzeit von 55 Minuten wurde als Vorprogramm Rainer Kaufmanns Kurzfilm Der schönste Busen der Welt gezeigt.

## Kritiken
Der Spiegel bewertete den Film als „leicht, liebenswert und spritzig, ein pulsierender und prickelnder Film, der seinen Figuren frech über die Schulter schaut.“
Die Bremer Ausgabe der taz urteilte: „Als ungeschminkte Alltags-Beobachtung darüber, wie die Frauen denn nun wirklich sind, taugt die Geschichte (…) kaum. Spruch an halbwegs flotten Spruch reihen diese Frauen von heute, und beim geringsten Anlass geraten sie (…) ganz aus dem Häuschen über dahergelaufene Märchenprinzen. Und fallen damit allzu oft wieder in die Klischees unserer filmischen Weibs-Bilder zurück.“

## Auszeichnungen
- Förderpreis der Stadt München 1993 an Katja von Garnier[5]
- Ernst-Lubitsch-Preis 1994
- Bayerischer Filmpreis 1994 für Nachwuchsregie (an Katja von Garnier), für beste Kostüme (an Birgit Aichele), Darstellerinnenpreis (an Katja Riemann)
- Bundesfilmpreis 1994: Filmband in Gold für Nachwuchsregie an Katja von Garnier
- Student Academy Awards 1994: Foreign Film Award[6]
- Uppsala International Short Film Festival 1994: Bester Film